# Dobrada (alimento)
A dobrada (português europeu) ou dobradinha (português brasileiro) é o nome dado, em culinária, ao bucho de animais, em especial do boi, cozido em pequenos pedaços com grande variedade de condimentos e acompanhamentos.
É prato tradicional da cozinha do norte de Portugal e de diversas regiões do Brasil, tendo sido tema de célebre poema de Fernando Pessoa, Dobrada à moda do Porto. Acredita-se que o prato chegou ao Brasil pelos portugueses, sendo incorporado na culinária de diversas localidades brasileiras. Há variações que levam toucinho de porco e linguiças.
Na cidade do Porto e na região circundante, a dobrada é conhecida como tripas, sendo o prato mais conhecido designado por tripas à moda do Porto. O gentílico tripeiro, que designa um habitante da cidade do Porto, é derivado precisamente deste prato ancestral.